# Ificles
În mitologia greacă, Ificles sau Ificle (greaca veche: Ἰφικλῆς) a fost fratele geamăn și în același timp vitreg al lui Heracle (Hercule). El era fiul Alcmenei și al soțului ei uman Amfitrion, în timp ce Heracle era fiul Alcmenei cu Zeus. A avut o soră numită Laonome. Ificles a fost tatăl cărăușului lui Heracles, Iolau, mama acestuia fiind Automedusa, fiica lui Alcathoos. El a murit în lupta împotriva lui Hippocoon sau a Molionizilor.
Unii autori asimilează sub acest nume și alte personaje din mitologia greacă, cunoscute mai ales în varianta Iphiclos (Ἴφικλος):
- Iphiclos, fiul lui Thestios și al lui Leucippe, Laophonte, Deidameia sau al lui Eurythemis; unul dintre Argonauți, care a participant la vânătoarea Mistrețului Calydonian, fiind ucis de Meleagru.[9][10][11][12]
- Iphiclos, fiul lui Phylacos și al lui Clymene, tatăl lui Protesilaus și al lui Podarces cu Diomedeea sau cu Astyoche.[13][14] El a fost vindecat de infertilitate de Melampus și i-a dat celebra turmă de boi ca recompensă.[15]